# Neocallicrania lusitanica
Neocallicrania lusitanica är en insektsart som först beskrevs av Aires och Menano 1916.  Neocallicrania lusitanica ingår i släktet Neocallicrania och familjen vårtbitare. Inga underarter finns listade i Catalogue of Life.